# Цзылюцзин
Цзылюцзи́н (кит. упр. 自流井, пиньинь Zìliújǐng, буквально: «колодец с естественным течением») — район городского подчинения городского округа Цзыгун провинции Сычуань (КНР).

## История
С древних времён в этих местах добывали соль. При империи Северная Чжоу был учреждён уезд Фуши (富世县), названный так по имени знаменитой соляной шахты. При империи Тан из-за того, что иероглиф 世 входил в имя императора Ли Шиминя и потому стал табуированным, он был переименован в уезд Фуи (富义县), а при империи Сун из-за того, что иероглиф 义 входил в имя императора Чжао Куанъи, и потому стал табуированным — в уезд Фушунь (富顺县).
В годы войны с Японией для улучшения эффективности и расширения производства соли 5-й район уезда Фушунь и участки соледобычи 2-го района уезда Жунсянь были в 1939 году объединены в город Цзыгун. Одним из посёлков, ранее входившим в уезд Фушунь а теперь оказавшимся на территории Цзыгуна, был посёлок Тундан (桐垱镇). В 1942 году он был переименован в посёлок Цзылюцзин (自流井镇).
В 1953 году в составе Цзыгуна был образован район Цзылюцзин. В 1957 году к нему был присоединён район Даань, но в 1961 году он был выделен вновь.

## Административное деление
Район Цзылюцзин делится на 6 уличных комитетов, 3 посёлка и 4 волости.